# Afroedura karroica
Afroedura karroica là một loài thằn lằn trong họ Gekkonidae. Loài này được Hewitt mô tả khoa học đầu tiên năm 1925.